# Adriano Bispo dos Santos
Adriano Bispo dos Santos (São Vicente, 29 maggio 1987) è un ex calciatore brasiliano, di ruolo centrocampista.

## Carriera
Cresciuto nelle giovanili del Santos, Adriano fece il suo debutto da professionista l'11 novembre 2006, in una vittoria in casa per 1-0 contro il Paraná. Dopo appena 18 minuti in campo fu espulso per doppia ammonizione.
Nel giugno del 2009 Adriano passò in prestito al São Caetano.
Tornato al Santos sul finire del 2010, nella Coppa Libertadores 2011 divenne un punto fisso della prima squadra dopo aver marcato efficacemente Alejandro Martinuccio, il calciatore più pericoloso del Peñarol.
Adriano avrebbe dovuto vestire i ranghi del titolare anche nella successiva Coppa del mondo per club FIFA 2011, ma a causa di un infortunio alla caviglia ed alla successiva operazione non poté essere registrato.
Nel giugno 2014 Adriano passò in prestito dal Grêmio al Vitória fino al termine della stagione.

## Statistiche

### Presenze e reti nei club
Statistiche aggiornate al 22 settembre 2022.
| Stagione           | Squadra              | Campionato         | Campionato | Campionato | Coppe nazionali | Coppe nazionali | Coppe nazionali | Coppe continentali | Coppe continentali | Coppe continentali | Altre coppe | Altre coppe | Altre coppe | Totale | Totale |
| Stagione           | Squadra              | Comp.              | Pres.      | Reti       | Comp.           | Pres.           | Reti            | Comp.              | Pres.              | Reti               | Comp.       | Pres.       | Reti        | Pres.  | Reti   |
| ------------------ | -------------------- | ------------------ | ---------- | ---------- | --------------- | --------------- | --------------- | ------------------ | ------------------ | ------------------ | ----------- | ----------- | ----------- | ------ | ------ |
| 2006               | Santos               | A1/SP+A            | 0+1        | 0          | CB              | 0               | 0               | CS                 | 0                  | 0                  | -           | -           | -           | 1      | 0      |
| 2007               | Santos               | A1/SP+A            | 6+24       | 0          | -               | -               | -               | CL                 | 0                  | 0                  | -           | -           | -           | 30     | 0      |
| 2008               | Santos               | A1/SP+A            | 13+21      | 0          | -               | -               | -               | CL                 | 6                  | 0                  | -           | -           | -           | 40     | 0      |
| gen.-giu. 2009     | Santos               | A1/SP              | 3          | 0          | CB              | 0               | 0               | -                  | -                  | -                  | -           | -           | -           | 3      | 0      |
| giu.-dic. 2009     | São Caetano          | B                  | 24         | 1          | CB              | -               | -               | -                  | -                  | -                  | -           | -           | -           | 24     | 1      |
| gen.-giu. 2010     | São Caetano          | A1/SP              | 10         | 0          | -               | -               | -               | -                  | -                  | -                  | -           | -           | -           | 10     | 0      |
| Totale São Caetano | Totale São Caetano   | Totale São Caetano | 10+24      | 0+1        |                 | 0               | 0               |                    | -                  | -                  |             | -           | -           | 34     | 1      |
| giu.-dic. 2010     | Santos               | A                  | 5          | 0          | CB              | 0               | 0               | CS                 | 0                  | 0                  | -           | -           | -           | 5      | 0      |
| 2011               | Santos               | A1/SP+A            | 20+21      | 0          | -               | -               | -               | CL                 | 14                 | 0                  | CdM         | 0           | 0           | 55     | 0      |
| 2012               | Santos               | A1/SP+A            | 9+29       | 0          | -               | -               | -               | CL                 | 8                  | 0                  | RS          | 2           | 0           | 48     | 0      |
| gen.-feb. 2013     | Santos               | A1/SP              | 1          | 0          | -               | -               | -               | -                  | -                  | -                  | -           | -           | -           | 3      | 0      |
| Totale Santos      | Totale Santos        | Totale Santos      | 52+101     | 0          |                 | 0               | 0               |                    | 28                 | 0                  |             | 2           | 0           | 183    | 0      |
| feb.-dic. 2013     | Grêmio               | PD/RS+A            | 6+17       | 0          | CB              | 0               | 0               | CL                 | 4                  | 0                  | -           | -           | -           | 27     | 0      |
| gen.-lug. 2014     | Grêmio               | PD/RS              | 3          | 0          | -               | -               | -               | CL                 | 0                  | 0                  | -           | -           | -           | 3      | 0      |
| Totale Gremio      | Totale Gremio        | Totale Gremio      | 9+17       | 0          |                 | 0               | 0               |                    | 4                  | 0                  |             | -           | -           | 30     | 0      |
| lug.-dic. 2014     | Vitória              | A                  | 14         | 0          | CB              | -               | -               | CS                 | 2                  | 0                  | -           | -           | -           | 16     | 0      |
| mag.-dic. 2015     | Avaí                 | A                  | 16         | 0          | CB              | 0               | 0               | -                  | -                  | -                  | -           | -           | -           | 16     | 0      |
| gen.-mag. 2016     | Grêmio Novorizontino | A1/SP              | 13         | 0          | -               | -               | -               | -                  | -                  | -                  | -           | -           | -           | 13     | 0      |
| lug.-dic. 2016     | Goiás                | B                  | 18         | 0          | -               | -               | -               | -                  | -                  | -                  | -           | -           | -           | 18     | 0      |
| 2017               | CRB                  | PD/AL+B            | 14+15      | 0          | CB              | 1               | 0               | -                  | -                  | -                  | CdN         | 6           | 0           | 36     | 0      |
| gen.-mar. 2018     | Santo André          | A1/SP              | 3          | 0          | -               | -               | -               | -                  | -                  | -                  | -           | -           | -           | 3      | 0      |
| lug.-dic. 2019     | Portuguesa           | A2/SP              | -          | -          | -               | -               | -               | -                  | -                  | -                  | CP          | 0           | 0           | 0      | 0      |
| 2020               | Imperatriz           | PD/MA+C            | 3+7        | 0          | CB              | 1               | 0               | -                  | -                  | -                  | CdN         | 7           | 0           | 18     | 0      |
| 2021               | Amazonas             | A1/AM              | 6          | 0          | -               | -               | -               | -                  | -                  | -                  | -           | -           | -           | 6      | 0      |
| Totale carriera    | Totale carriera      | Totale carriera    | 322        | 1          |                 | 2               | 0               |                    | 34                 | 0                  |             | 15          | 0           | 373    | 1      |

## Palmarès

### Club

#### Competizioni statali
- Campionato paulista: 3

Santos: 2007, 2011, 2012
- Campionato Alagoano: 1

CRB: 2017

#### Competizioni internazionali
- Coppa Libertadores: 1

Santos: 2011
- Recopa Sudamericana: 1

Santos: 2012